# Chloe Cornu-Wong
Chloe Cornu-Wong (chinesisch 克洛伊 科努 黄; * 24. Februar 2005 in Nizza, Frankreich) ist eine Skirennläuferin aus Hongkong. Sie startet hauptsächlich in den technischen Disziplinen Riesenslalom und Slalom.

## Karriere
Cornu-Wong gab ihr internationales Renndebüt am 9. Oktober 2021 bei einem Rennen der FIS-Entry-League in der Snow-Valley-Skihalle in Peer. Ihr erstes internationales Großereignis bestritt sie 2023 bei den Juniorenweltmeisterschaften in St. Anton am Arlberg. Dort erreichte sie als beste Platzierung den 42. Platz im Riesenslalom.
2024 startete sie erstmals bei einer Alpinen Skiweltmeisterschaft. Bei den Wettkämpfen in Courchevel bzw. Méribel wurde sie 76. im Slalom. Im Riesenslalom konnte sie sich nicht für das Hauptrennen qualifizieren.

## Privates
Cornu-Wong ist die Tochter eines Franzosen und einer Chinesin aus Hongkong.

## Erfolge

### Weltmeisterschaften
- Courchevel/Méribel 2023: 76. Slalom, DNQ Riesenslalom

### Juniorenweltmeisterschaften
- St. Anton 2023: 42. Riesenslalom, DNF Slalom

### Weitere Erfolge
- 2 Platzierungen unter den besten 30 bei FIS-Rennen